# Vĩnh Phúc (provincie)
Vĩnh Phúc este o provincie în Vietnam. Capitala prefecturii este orașul Vĩnh Yên.

## Județ
- Vĩnh Yên
- Phúc Yên
- Bình Xuyên
- Sông Lô
- Lập Thạch
- Tam Dương
- Tam Đảo
- Vĩnh Tường
- Yên Lạc

1. ↑   (PDF) https://www.gso.gov.vn/wp-content/uploads/2023/06/Sach-Nien-giam-TK-2022-final.pdf Lipsește sau este vid: |title= (ajutor)
2. ↑   (PDF) https://monre.gov.vn/VanBan/Lists/VanBanChiDao/Attachments/3012/b4.2_Signed.pdf Lipsește sau este vid: |title= (ajutor)
3. ↑   https://www.gso.gov.vn/en/px-web/?pxid=E0201&theme=Population%20and%20Employment Lipsește sau este vid: |title= (ajutor)
4. ↑   https://mabuuchinh.vn/ Lipsește sau este vid: |title= (ajutor)
5. ↑   http://postcode.vn/ Lipsește sau este vid: |title= (ajutor)